# سهره زرد دم‌راه‌راه
سهره زرد دم‌راه‌راه (نام علمی: Sicalis citrina) گونه‌ای از پرندگان خانواده فرخندگان است که در آرژانتین، بولیوی، برزیل، کلمبیا، گویان ، پاراگوئه، پرو، سورینام و ونزوئلا یافت می‌شود. زیستگاه طبیعی آن ساوانای خشک و چراگاه است.